# Avenue Félix-Faure (Nanterre)
Pour les articles homonymes, voir Avenue Félix-Faure.
L'avenue Félix-Faure est une voie publique de la commune de Nanterre, dans le département français des Hauts-de-Seine.

## Situation et accès
Cette avenue croise notamment la route des Fusillés-de-la-Résistance.

## Origine du nom
Cette avenue rend hommage à Félix Faure (1841-1899), président de la République française de 1895 à 1899.

## Historique

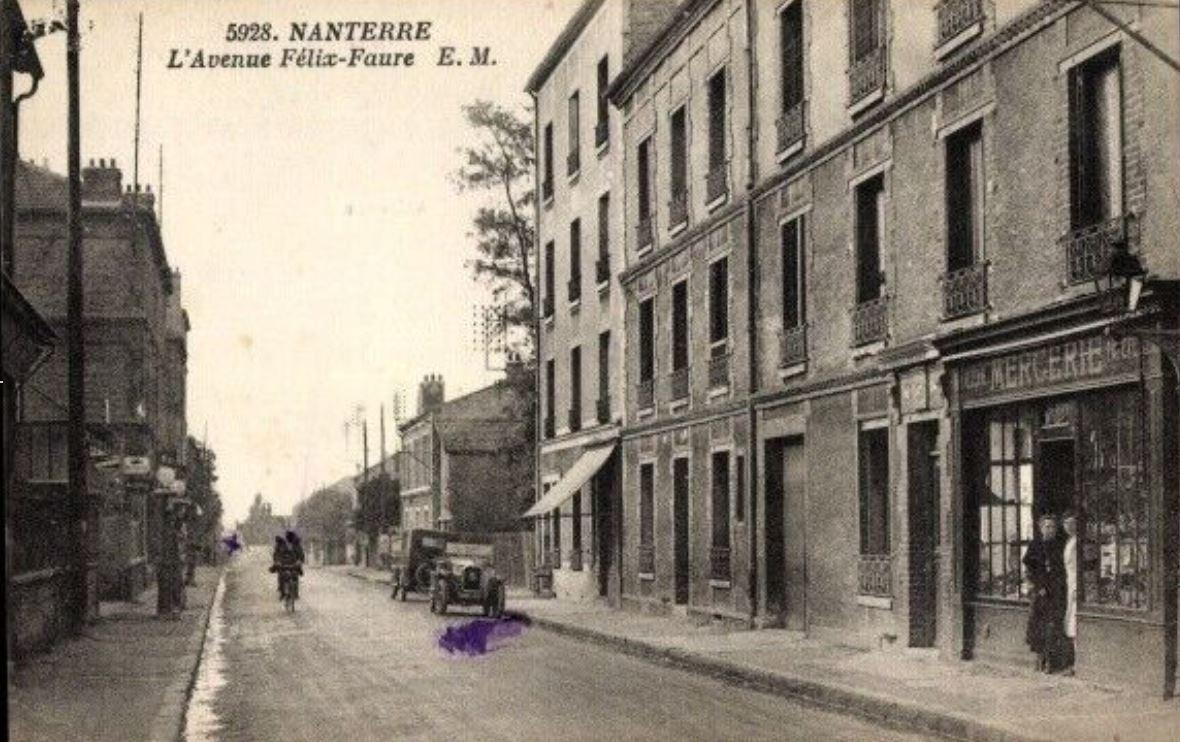
L'avenue Félix-Faure vers 1900.

Le premier nom connu de cette voie de communication, « rue de Puteaux », vient de son orientation, du centre de Nanterre vers la ville de Puteaux.

## Bâtiments remarquables et lieux de mémoire

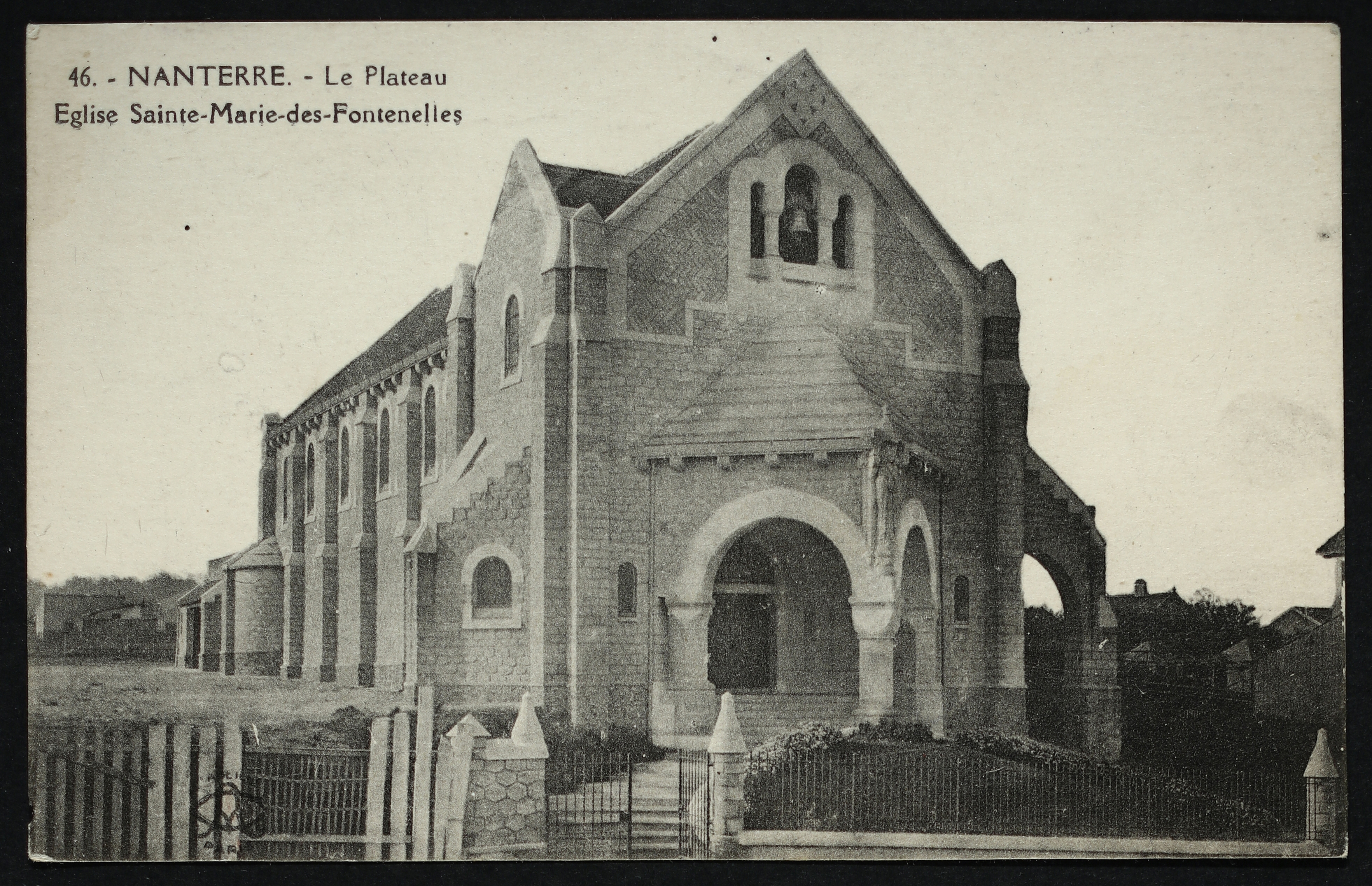
Église Sainte-Marie-des-Fontenelles.

- Église Sainte-Marie-des-Fontenelles de Nanterre, d'abord chapelle, puis aujourd'hui église paroissiale[2].
- Centre horticole municipal[3].